# سرية أبي عبيدة بن الجراح
سرية أبي عبيدة بن الجراح هي أحد سرايا الرسول , أرسل فيها أبو عبيدة بن الجراح إلى ذي القصة , على أثر مقتل سرية محمد بن مسلمة (ذي القصة).

## أحداث السرية
بعث الرسول أبو عبيدة بن الجراح في أربعين رجلا من الصحابة إلى من بذي القصة , بعد أن بلغه أنهم يريدون أن يغيروا على سرح المدينة وهو يرعى يومئذ بمحل بينه وبين المدينة سبعة أميال فصلوا المغرب ، ومشوا ليلتهم حتى وافوا ذا القصة مع عماية الصبح ، فأغاروا عليهم , فأعجزوهم هربا في الجبال , وأسروا رجلا واحدا ، وأخذوا نعما من نعمهم ، ورثة (أي ثيابا خلقة من متاعهم) وقدموا بذلك إلى المدينة ، فخمسه الرسول , وأسلم الرجل لأسير فتركه.